# Apodanthera hatschbachii
Apodanthera hatschbachii är en gurkväxtart som beskrevs av Charles Jeffrey. Apodanthera hatschbachii ingår i släktet Apodanthera och familjen gurkväxter. Inga underarter finns listade i Catalogue of Life.